# Episodi di Non sono ancora morta (prima stagione)
La prima stagione della serie televisiva Non sono ancora morta (Not Dead Yet), composta da 13 episodi, è stata trasmessa in prima visione assoluta negli Stati Uniti d'America su ABC dal 8 febbraio al 3 maggio 2023.
In Italia la stagione è stata interamente distribuita sul servizio di streaming on demand Disney+ il 28 giugno 2023.
| nº | Titolo originale           | Titolo italiano                        | Prima TV USA     | Pubblicazione Italia |
| -- | -------------------------- | -------------------------------------- | ---------------- | -------------------- |
| 1  | Pilot                      | Non sono ancora finita                 | 8 febbraio 2023  | 28 giugno 2023       |
| 2  | Not a Tiger Yet            | Non sono ancora una tigre              | 8 febbraio 2023  | 28 giugno 2023       |
| 3  | Not Out of High School Yet | Non sono ancora fuori dal liceo        | 15 febbraio 2023 | 28 giugno 2023       |
| 4  | Not Dating Yet             | Non sono ancora fidanzata              | 22 febbraio 2023 | 28 giugno 2023       |
| 5  | Not Moving on Yet          | Non sono ancora andata avanti          | 1º marzo 2023    | 28 giugno 2023       |
| 6  | Not Ready to Share Yet     | Non sono ancora pronta per condividere | 8 marzo 2023     | 28 giugno 2023       |
| 7  | Not Out of the Game Yet    | Non sono ancora uscita dal giro        | 15 marzo 2023    | 28 giugno 2023       |
| 8  | Not Friends Yet            | Non sono ancora amici                  | 5 aprile 2023    | 28 giugno 2023       |
| 9  | Not Scattered Yet          | Non sono ancora allo sbando            | 12 aprile 2023   | 28 giugno 2023       |
| 10 | Not Well Yet               | Non sono ancora in forma               | 19 aprile 2023   | 28 giugno 2023       |
| 11 | Not Feeling It Yet         | Ancora non me la sento                 | 26 aprile 2023   | 28 giugno 2023       |
| 12 | Not a Fairytale Yet        | Non è ancora una favola                | 3 maggio 2023    | 28 giugno 2023       |
| 13 | Not Just Yet               | Non è ancora il momento                | 3 maggio 2023    | 28 giugno 2023       |

## Non sono ancora finita
- Titolo originale: Pilot
- Diretto da: Dean Holland
- Scritto da: Casey Johnson e David Windsor

## Non sono ancora una tigre
- Titolo originale: Not a Tiger Yet
- Diretto da: Todd Holland
- Scritto da: Marc Firek

## Non sono ancora fuori dal liceo
- Titolo originale: Not Out of High School Yet
- Diretto da: Gail Mancuso
- Scritto da: Josh Greenberg

## Non sono ancora fidanzata
- Titolo originale: Not Dating Yet
- Diretto da: Melanie Mayron
- Scritto da: Maggie Mull

## Non sono ancora andata avanti
- Titolo originale: Not Moving on Yet
- Diretto da: Dean Holland
- Scritto da: Chelsea Devantez

## Non sono ancora pronta per condividere
- Titolo originale: Not Ready to Share Yet
- Diretto da: Chris Koch
- Scritto da: Becky Mann e Audra Sielaff

## Non sono ancora uscita dal giro
- Titolo originale: Not Out of the Game Yet
- Diretto da: Shahrzad Davani
- Scritto da: Eddie Quintana

## Non sono ancora amici
- Titolo originale: Not Friends Yet
- Diretto da: Gail Lerner
- Scritto da: Michael J. Feldman e Debbie Jhoon

## Non sono ancora allo sbando
- Titolo originale: Not Scattered Yet
- Diretto da: Dean Holland
- Scritto da: Eddie Quintana, Michael J. Feldman e Debbie Jhoon

## Non sono ancora in forma
- Titolo originale: Not Well Yet
- Diretto da: Michael McDonald
- Scritto da: Josh Greenberg

## Ancora non me la sento
- Titolo originale: Not Feeling It Yet
- Diretto da: Anya Adams
- Scritto da: Mattie Bayne

## Non è ancora una favola
- Titolo originale: Not a Fairytale Yet
- Diretto da: Claire Scanlon
- Scritto da: Marc Firek

## Non è ancora il momento
- Titolo originale: Not Just Yet
- Diretto da: Dean Holland
- Scritto da: Becky Mann e Audra Sielaff (sceneggiatura); Amy Sullivan (storia)